# Бранко Цветкоски
Бранко Кръстев Цветкоски (на македонска литературна норма: Бранко Крстев Цветкоски) е северномакедонски поет, есеист, литературен критик и преводач.

## Биография
Роден е в 1954 година в охридското село Слатино, тогава в Югославия, днес Северна Македония. Завършва Филологическия факултет на Скопския университет. Работи като новинар в „Нова Македония“, главен редактор на Книгоиздателството „Култура“, секретар на Дружеството на писателите на Македония, председател на „Рациновите срещи“, директор на Македонския народен театър, редактор и главен редактор на списанието „Стремеж“, Прилеп, сред основателите е на Балканската книжовна фондация „Балканика“, основател, директор и главен редактор на Издателска къща „Макавей“ от Скопие, редактор-продуцент в Македонската информационна агенция (МИА), член на редакторския комитет на изданието „Македонска книжевност во 130 тома“ на македонски литературен език и на английски език и на изданието „Превод на литературни дела што добиле Нобелова награда“ – монументални издателски проекти на правителството на Република Македония. Директор е на Градската библиотека „Братя Миладиновци“ в Скопие.
Член е на Македонския ПЕН център и на Дружеството на писателите на Македония, почетен член на Съюза на българските писатели, член на Словенската литературна и художествена акдемия и неин координатор за Република Македония.

## Творчество
- Свијок (поезия, 1981)
- Високи ветрови (поезия, 1985)
- Пластови и глас (критики, 1989)
- Пресна пепел (поезия, 1990)
- Возбудени македонски дијалози (интервюта, 1990)
- Подарена сол (избрана поезия, 1991)
- Обетки од ѕвезди (поезия за деца, 1991)
- Дела и доблести (критики и есета, 1992)
- Молитвен веј (поезия, 1993)
- Не отвора секогаш тој – зборот (тематичен брой на „Стремеж“, 1993)
- Небесни места (аудио касета, 1996)
- Критички загледувања (критики и есета, 1996)
- Повисоко од животот (критики и есета, 1997)
- Синори (поезия, 1998)
- Ноќник (избрана поезия, 1998)
- Ек и одек (критики и есета, 1999)
- Името. Родот. Имотот (поема, 2000)
- Скрб (поезия, 2003)
- Имиња и теми (критика и есета, 2004)
- Земја за зобање (поезия, 2006)
- Вечноста и мигот (критика и есета, 2008)
- Стреа на ветровите (избрана поезия, 2009)

Преводи и адаптации от български книжовен език
- Далеку во нас, избрана поезия от Васко Попа, 1994;
- Земна светлина, избрана поезия от Миле Стоич, 1988;
- Вечерен праг, избрана поезия от Петар Караангов, 1999;
- Историја на Византија, от Георги Острогорски, 1992;
- Историја на стариот Рим, от Николай Машкин, 1995;
- Пресудни настани, избрана поезия от Анте Стамач, 2000;
- Метафизика на самракот, избрана поезия от Радмила Лазич, 2001;
- Кога господ одеше по земјата, от Никола Радев, 2003;
- Балада за љубовта от Димитър Христов, 2004;
- Лажни времиња, от Васил Кинов, 2004;
- Законите на љубовта, от Евгения Йорданова, 2004;
- Небесни пасишта от Милена Караангова, 2005;
- Страв, от Тошо Тошев, 2005;
- Цената, от Марко Семов, 2005;
- Остар зрак, от Иван Есенски, 2005;
- Провиденија, от Владимир Луков, 2006;
- Отворен круг, от Петър Андасаров, 2006;
- Бакнеж во пештера, от Венко Евтимов, 2006,
- Благословена, од Иван Дочев, 2006;
- Молитва за Македонија, от Евтим Евтимов, 2007;
- Крстопат на ветровите, от Николай Шопов, 2007;
- Небесна и земна, от Иван Гранитски, 2009;
- Живи ѕвезди, от Николай Шопов, 2008;
- Голи Оток – остров на смртта, от Венко Марковски, 2009;
- Медот на поезијата, от Роза Боянова, 2009;
- Камен во погрешни раце, от Сърба Игнятович, 2009;
- Избор од поезијата на Љубомир Левчев, носител на Златен венец на Струшките вечери на поезијата, 2010;
- Каприциозната игра на времињата, от Любомир Левчев, 2011;
- Жестокиот прстен, от Гео Милев, 2011;
- Линија на времето, от Максим Замшев, 2011;

Награди и признания
- „Млад Борец“, Награда на едноименния вестник, за дебютантската книга „Свијок“, 1982;
- „Братя Миладиновци“, Национална награда на Стружките вечери на поезията, за стихосбирката „Молитвен веј“, 1993;
- „Златно перо“, награда на Съюза на литературните преводачи на Македония, за превод на поезията на Васко Попа, 1994;
- „Григор Пърличев“, Награда за най-добра поема, за текста „Името. Родот. Имотот“, 1999;
- „Христо Ботев“, Международната награда „за творечески опус и за приднос в заздравяването на мира и духовната комуникация на Балканите, в Европа и в света“, Враца – Софија, 2000.
- „Наджи Нааман“, Ливанска международна книжовна награда, за поетичен опус от европейски автор, 2004.
- „Орфеева лира“, Награда на едноименната Европейска академия за култура, България, 2005.
- „Григор Пърличев“ – Награда на Съюза на литературните преводачи за най-добре преведена книга в 2007 година, за превода на збирката „Кръстопът на ветровете“ от българския поет Николай Шопов, 2008.
- „Димитър Митрев“ – Награда за критика и есеистика на Дружеството на писателите на Македония, 2009.
- „Шахмар Акперзаде“ (международна книжовна награда на Азербайджан, 2009.
- „Европейски орден за заслуги в културата и изкуството“, (Съвет за общеествени награди на Обединените нации, Женева, 2009.
- „Свети Климент Охридски“, най-високо обществено признание за дългогодишни успехи в областта на културата и изкуството от интерес за Република Македония, 2009.
- Орден „Владимир Маяковски“, високо международно признание за принос в световната литература на Московската организация на Съюза на писателите на Русия, 2011.
- Главната награда „Летачко перо“ на Петия международен поетичен фестивал на славянските земи „Славянска прегръдка“, Варна, 2011.
- Орден „Златна есен – Сергей Есенин“, признание на Съюза на руските писатели (Московска организация), 2012.
- Орден „Михаил Ю. Лермонтов“, признание на Съюза на руските писатели (Московска организация), 2012.
- „13 ноември“ – Награда на град Скопие, за дългогодишни постижения в културата и изкуството, 2012.

Преводи и адаптации
- Heavenly places (избрана поезия на английски јазик), 1993;
- Tagmeza songo (избрана поезия на есперанто), 1993;
- Toprak canaklar (избрана поезия на турски език), 1994;
- Lutja puhize (на албански език), 1993;
- Adiere de molitva (избрана поезия на румънски език), 1995;
- Небеска места (избрана поезия на сръбски език), 1997;
- Пресна пепел (избрана поезия на български език), 1999;
- Ανατολική Νύχτα (избрана поезия на гръцки език), 2001;
- Името. Родът. Имотът (на български книжовен език), 2002;
- Молитвени дашак (избрана поезия на сръбски език), 2002;
- Небесни места (избрана поезия на арабски език), 2004,
- Стреха на ветровете (избрана поезия на български език) 2008.
- Прататковината на ветровите (избрана поезия на азерски език), 2008,
- Obrazy v obłokach (избрана поезия на полски език), 2010,
- Небесни места (избрана поезия на арабски език) Надвах пресс, Каиро, 2010;
- Источна ноќ (избрана поезия на украински език), 2010,
- Поворот (избрана поезия на руски език), Москва, 2010.
- Under the eaves of the vinds (избрана поезия на английски език) СВП, Струга, 2011;
- Ждребе (избрана поезия на монголски език), Уланбатор, 2012;
- Тајни ветрови (Hemliga vindar), избрана поезия на шведски език (обща книга със Славе Г. Димоски и Братислав Ташковски), Скопје-Гетеборг, 2012.[1]